# Empedrat

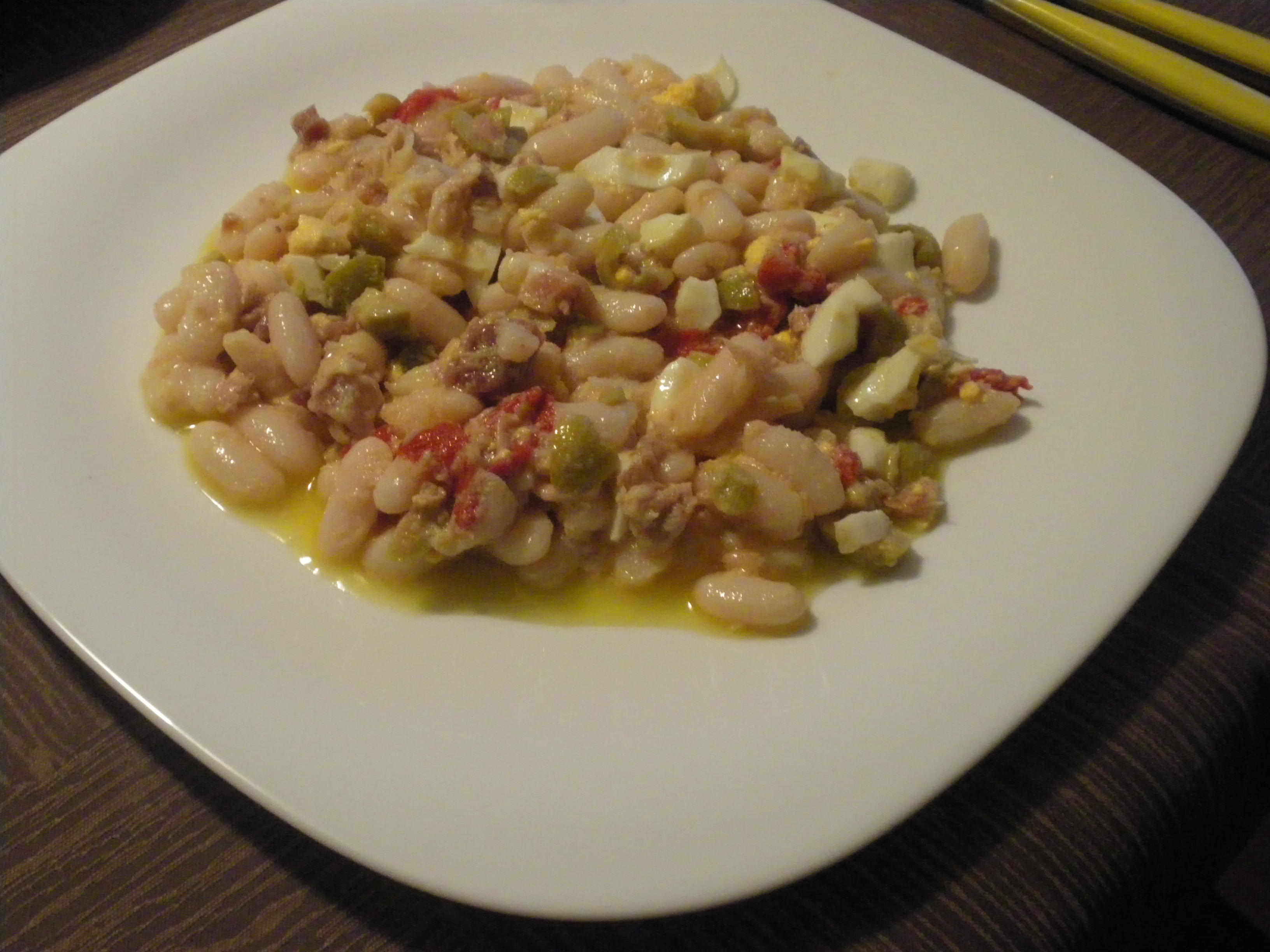
Una variante del empedrat.

El empedrat es uno de los platos más conocidos y típicos de la cocina catalana.

## Composición
Se trata de una ensalada fría, sus ingredientes a destacar son el bacalao y las alubias. A los mismos se les añade tomate, pimiento verde y rojo, cebolla, aceitunas y huevo duro. Se aliña con aceite de oliva, vinagre y sal. Una vez preparado, se recomienda guardarlo en la nevera un mínimo de 45 minutos para que se enfríe lo suficiente.
- Esta ensalada tiene pequeñas variaciones según la zona donde se consuma o elabore, como por ejemplo añadiendo salazones o utilizando garbanzos o lentejas en lugar de alubias, siendo además un plato ideal para ser consumido en época estival.

## Otros platos relacionados
- Esqueixada de bacalao, ensalada de bacalao con escalivada
- Esgarraet
- Pericana
- Xató, ensalada de bacalao con escarola y salsa romesco
- Ensalada malagueña, ensalada andaluza con bacalao y naranja